# Adam Alexander
Adam Aschar Abraham Alexander, född 19 februari 1980, är en svensk basketspelare som spelat för Sundsvall Dragons i Basketligan. Han har varit med i över 15 U20-matcher för svenska landslaget. År 2010 slutade Alexander spela och började istället som assisterande baskettränare för Sundsvall Dragons.
Han är kort för att vara basketspelare, 174 cm, och har även bara sex fingrar.